# 浙江省人民委员会
浙江省人民委员会是1955年1月至1968年3月间中华人民共和国浙江省的省级国家行政机关。

## 历任领导

### 浙江省一届人大期间
- 任期：1955年1月—1958年10月
- 省长：沙文汉 → 周建人（1958年1月－）
- 副省长：霍士廉、李丰平、包达三、杨思一、顾德欢（1956年6月－）、吴宪（1956年6月－）、陈伟达（1958年1月－）、任一力（1958年1月－）

### 浙江省二届人大期间
- 任期：1958年10月—1964年9月
- 省长：周建人
- 副省长：霍士廉、李丰平、吴宪、陈伟达、任一力、李维新（1962年10月－）、王起（1962年10月－）、王醒（1962年10月－）、冯白驹（1963年12月－）

### 浙江省三届人大期间
- 任期：1964年9月—1968年3月
- 省长：周建人
- 副省长：霍士廉、吴宪、任一力、李维新、王起、王醒、冯白驹、刘剑、王芳